# Органолептика
Органоле́птика (от др.-греч. ὄργανον — орудие, инструмент + ληπτικός — вбирающий, втягивающий) — метод определения показателей качества продукции на основе анализа восприятий органов чувств: зрения, обоняния, слуха, осязания, вкуса.
Органолептическая оценка товара — это обобщённый результат оценки его качества, выполненный с помощью органов чувств человека. Особенно велико значение этой оценки при дегустации (например, для характеристики вина, чая, кофе, кондитерских товаров, табака и т. п.). При оценке непродовольственного товара определяют сначала внешний вид, форму, цвет, блеск, прозрачность.
Нередко органолептические оценки применяются в сфере страхования при оценке ущерба (к примеру, нанесённого автомобилю или объекту недвижимости). В полиграфии для быстрой оценки качества печатного оттиска на лист добавляют элементы визуального контроля, в частности, поле баланса по серому, нониусные шкалы, кресты совмещения, структуры для обнаружения таких дефектов, как дробление и скольжение.
Основной отличительной чертой органолептического исследования является отсутствие объективной регистрации результатов с использованием измерительных приборов или средств фиксации результатов, что однако не исключает использование технических средств, улучшающих восприятие или повышающих чувствительность, или разрешающую способность, или выполняющие вспомогательные функции (лупа, микроскоп, стетоскоп, зеркало, фонарь, пинцет и т. п.). Значения показателей определяются путём анализа ощущений эксперта на основании имеющегося у него опыта оценки, и, как правило, выражается в баллах или местах образцов на воображаемой шкале (в страховании, как правило, оценка заключается в констатации возможности ремонта, восстановления или замены повреждённых фрагментов или же в оценке времени, необходимого для проведения восстановительных работ — на основе опыта или стандартизованных производителем, или сервис-центром процедур ремонта).
В ряде случаев органолептическая оценка может дать заключение о таких параметрах, как свежесть сырья и нарушение процесса производства, гораздо быстрее, чем инструментальные методы. В значительной степени достоверность полученной таким образом оценки зависит от личного опыта конкретного эксперта (оценщика). 
Органолептический способ оценки продукта используют в его идентификации. Он имеет преимущества за счёт быстроты определения, не требует специальных приборов. Однако многие показатели, определённые с помощью органолептики, имеют субъективность.